# Álvaro Navia Osorio y Vigil
Álvaro José de Navia-Osorio y Vigil de la Rúa (Puerto de Vega, 19 de diciembre de 1684 - Orán, 21 de noviembre de 1732) fue un noble y militar español, iii marqués de Santa Cruz de Marcenado, iii vizconde del Puerto, señor de la Casa de Celles y de la Torre de Vigil.

## Biografía
Hijo de Jacinta Vigil de la Rúa y Juan A. de Navia-Osorio y Argüelles de Celles. En 1701 se casó con Francisca de Navia Montenegro y Lantoira (de la casa del marquesado de Ferrera), titular de los mayorazgos de la llamada Casa del Campo de Castropol, casa que a partir de entonces pasó a ser palacio de los marqueses y en la que nacieron los sucesivos titulares del marquesado a lo largo del siglo XVIII, entre ellos su hijo y sucesor Juan Alonso de Navia-Osorio y Navia. También era el padre de la intelectual y escritora italoespañola María Francisca Irene de Navia y Bellet, que tuvo con su tercera esposa, María Antonia Bellet de Miporquer, dama de la reina Isabel de Farnesio.

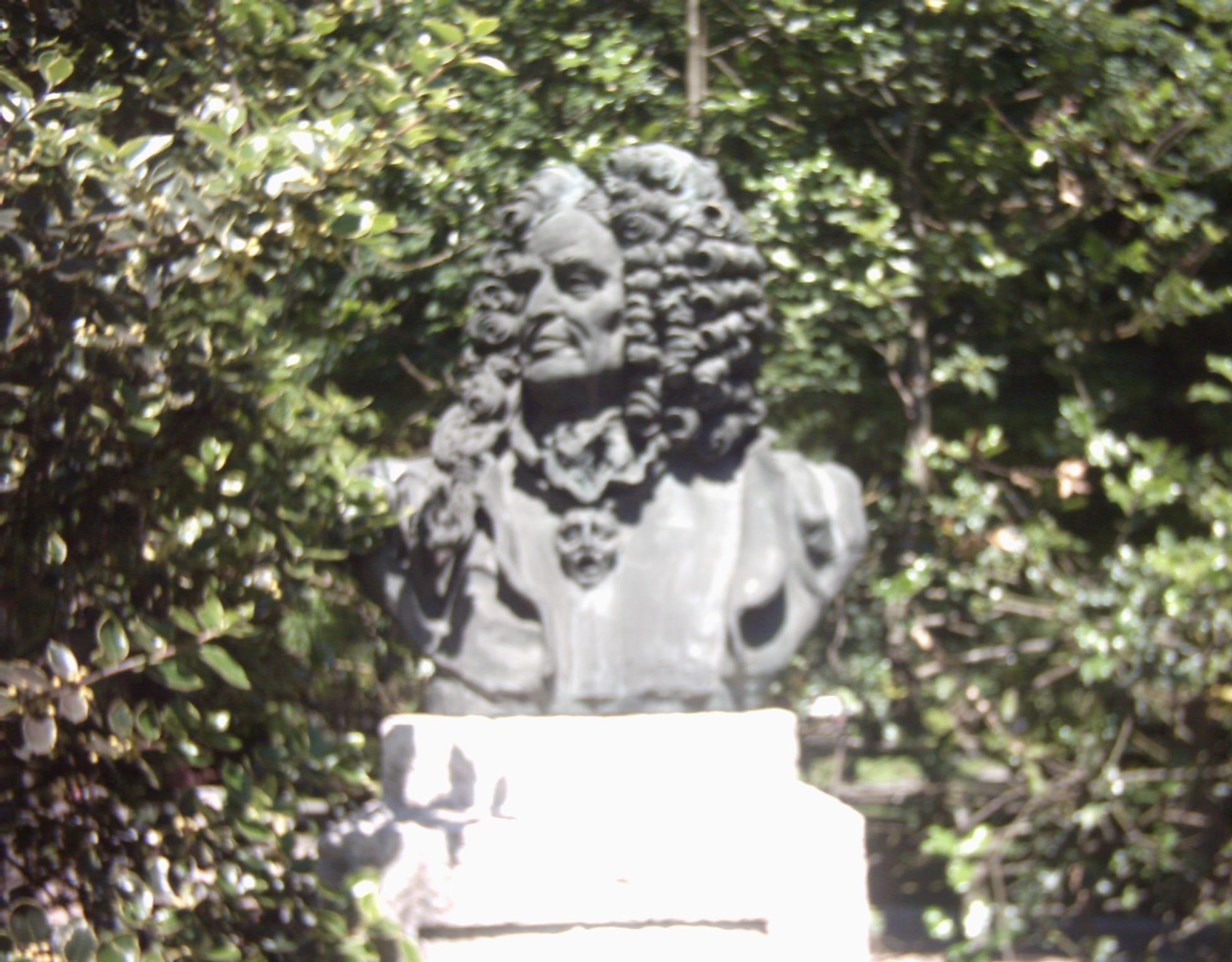
Busto dedicado a Álvaro de Navia-Osorio en el Parque San Francisco de Oviedo.

Participó en la guerra de sucesión española y puso a disposición de Felipe d'Anjou el Regimiento de Asturias creado en 1663 por la Junta General del Principado de Asturias para servir a Felipe IV en Galicia; Regimiento que a día de hoy aún existe. Desempeñó tareas diplomáticas en los congresos de Soissons y Turín tras dicha guerra.
Fue autor del tratado Reflexiones militares, universalmente reconocido como una obra fundamental de la ciencia bélica, y libro de cabecera de grandes estrategas militares como Napoleón Bonaparte o José de San Martín. Se dice que Federico de Prusia seguía los consejos de las Reflexiones militares: en cierta ocasión en la que un embajador español quiso conocer sus tácticas, le dijo que leyera al marqués de Santa Cruz, y, para que el embajador no sintiera haber hecho una gestión inútil, le regaló la partitura de una Marcha de granaderos que con el tiempo se convirtió en el himno nacional de España.[cita requerida]
También fue autor de una Rapsodia económica, y comenzó la recopilación de datos para la creación de una Enciclopedia universal, anterior a la conocida Encyclopédie de Diderot y D'Alembert; no obstante, sus trabajos se vieron interrumpidos a causa de sus destinos militares.
En 1732 participó en la conquista de Orán, perdida a los otomanos en 1708, durante la guerra de sucesión, y murió en la defensa de Mazalquivir el 21 de noviembre de dicho año tras un asedio de reconquista por parte del antiguo gobernador local musulmán.
En la actualidad, el Centro Superior de Estudios de la Defensa Nacional (CESEDEN) concede un premio bienal dedicado a la historia militar que lleva su nombre. Ha sido elegido por parte de Real Academia de la Historia como uno de los quinientos españoles más relevantes de la historia, con motivo de la elaboración de su Diccionario Biográfico Español en 2005.